# Malachi Barton
Malachi Daniel Barton (Virginia Beach, 10 marzo 2007) è un attore e cantante statunitense.
È conosciuto principalmente per aver interpretato il ruolo di Beast Diaz nella serie TV di Diseny Harley in mezzo e Colby Madden in I cattivi di Valley View.

## Biografia
Nato il 10 marzo 2007 a Virginia Beach, Virginia, Stati Uniti. È figlio di Felicia Barton, cantautrice ed ex concorrente di American Idol, e Loren Barton, chitarrista e tour manager. All'età di quattro anni ha iniziato ad apparire in spot pubblicitari nazionali per marchi importanti come McDonald's, Kmart e Lay's. La sua famiglia si è successivamente trasferita a Los Angeles per sostenere la sua carriera in crescita, permettendogli di dedicarsi alla recitazione professionalmente pur continuando la sua istruzione.

## Carriera
Ha iniziato la sua carriera di attore da giovanissimo nel 2014, quando ha fatto il suo primo debutto televisivo con un piccolo ruolo di Tiny Kid nella serie comica Workaholics. Nello stesso anno, è apparso in Un papà da Oscar nei panni di Bobby. Nel 2015, ha continuato con ruoli minori in sitcom come Mamma in un istante nei panni di Trevor e Henry Danger nel ruolo di Eric.
La sua grande occasione è arrivata nel 2016, quando è stato scelto per il ruolo di Beast Diaz nella serie di Disney Channel Harley in mezzo, uno spettacolo incentrato su una grande famiglia latino-americana. Lo spettacolo è andato in onda per tre stagioni fino al 2018, con la sua apparizione in tutti gli episodi. Durante questo periodo, è apparso anche in spot pubblicitari Disney. Dopo Harley in mezzo, ha doppiato Lionel nella serie animata Fancy Nancy. Ha anche doppiato Leo in Elena di Avalor nel 2020. È apparso in programmi come Summer Camp Just Roll with It. Nel 2019, hainterpretando il giovane Diego nel film live-action Dora e la città perduta. Nel 2021, ha interpretato il ruolo di Marshall in '-Halloween con la Mummia, un remake a tema Halloween del film del 1997. Nel 2022, ha ripreso il suo ruolo nel sequel Halloween con la Mummia 2. Ha anche recitato dal 2022 al 2023 nel ruolo di Colby Madden / Flashform nella serie originale di Disney Channel I cattivi di Valley View, una serie comica di supereroi.
Nel 2024, è stato confermato che si era unito al cast del film di Disney Channel Zombies 4: L'alba dei vampiri, il quarto film della serie.

## Filmografia

### Cinema
- Dora e la città perduta (Dora and the Lost City of Gold), regia di James Bodin (2019)
- Halloween con la Mummia (Under Wraps), regia di Alex Zamm (2021)
- Halloween con la Mummia 2 (Under Wraps 2), regia di Alex Zamm (2022)
- Zombies 4: L'alba dei vampiri (Zombies 4: Dawn of the Vampires), regia di Paul Hoen (2025)

### Televisione
- Workaholics - serie TV, 1 episodio (2014)
- Un papà da Oscar (See Dad Run) - serie TV, 2 episodi (2014)
- Henry Danger - serie TV, 1 episodio (2015)
- Mamma in un istante (Instant Mom) - serie TV, 1 episodio (2015)
- Harley in mezzo (Stuck in the Middle) - serie TV, 57 episodi (2016-2018)
- Fancy Nancy Clancy (Fancy Nancy) - serie TV, 49 episodi (2018-2022)
- Summer Camp (Bunk'd) - serie TV, 1 episodio (2019)
- Just Roll with It - serie TV, 1 episodio (2020)
- Elena di Avalor (Elena of Avalor) - serie TV, 1 episodio (2020)
- I cattivi di Valley View (The Villains of Valley View) - serie TV, 37 episodi (2022-2023)

## Doppiatori italiani
Nelle versioni in italiano delle opere in cui ha recitato, Malachi Barton è stato doppiato da:
- Mattia Moresco in Dora e la città perduta, Halloween con la mummia, Zombies 4: L'alba dei vampiri
- Mattia Fabiano in Harley in mezzo
- Alberto Vannini in Halloween con la mummia 2
- Valeriano Corini ne I cattivi di Valley View